# Musée de la place Royale
Le Musée de la place Royale est un centre d'interprétation situé place Royale à Québec, il présente l'histoire des débuts de Québec. Il fait partie du réseau des musées de la civilisation de Québec.

## Historique
Le Musée de la place Royale est construit sur les vestiges de l’historique maison Hazeur datant de 1684, incendiée en avril 1990, dont on a gardé l'ancienne façade donnant place Royale.
Les architectes Gauthier, Guité, Daoust, Lestage, respectant le concept d’interprétation élaboré par le Musée de la civilisation sont choisis au terme d’un concours national. inauguré en novembre 1999, le centre d'interprétation de Place-Royale sous la responsabilité du Musée de la civilisation est rebaptisé musée de la place Royale en avril 2013.

## Identité visuelle (logo)

Logo jusqu'en 2013.
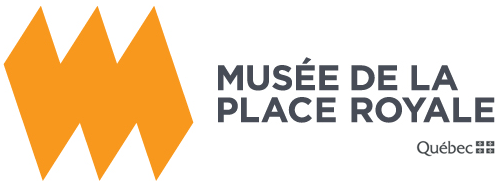
Logo à partir d'avril 2013.

## Expositions permanentes

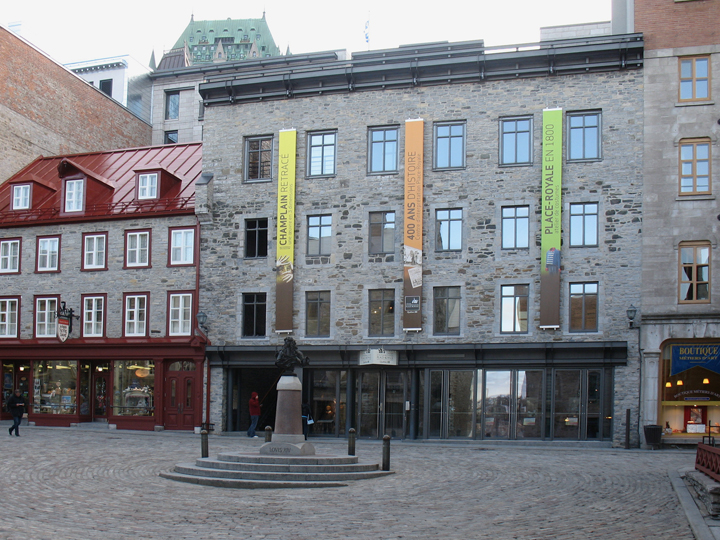
Musée de la place Royale
À gauche, la maison Smith

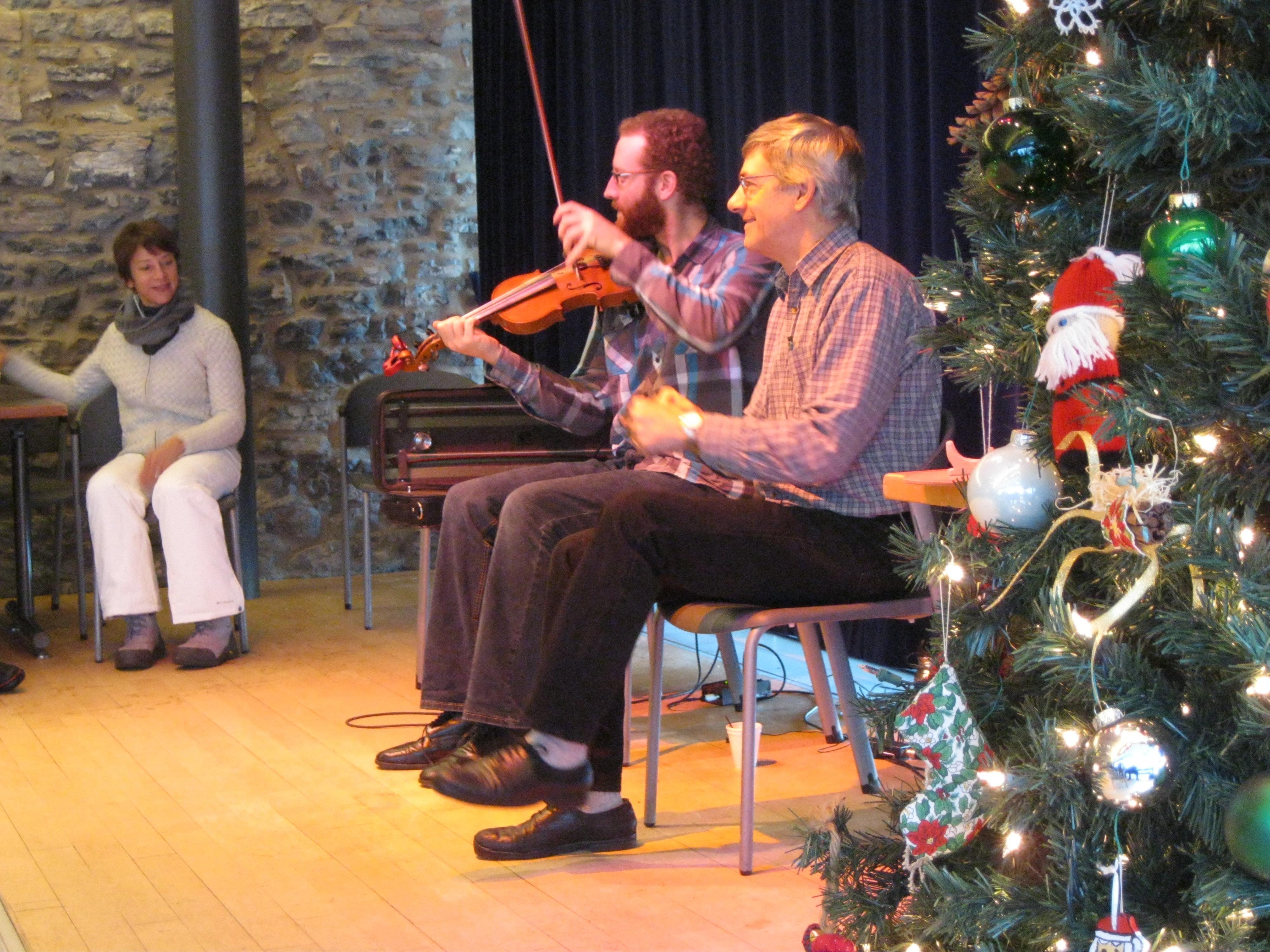
Animation au temps des fêtes

- Champlain retracé, une œuvre en 3 dimensions
- Trois siècles de commerce
- Place-Royale en pleine croissance
- Comme nulle part ailleurs